# Жан-Пол Сартър
Жан-Пол Сартър (или Сартр; на френски: Jean-Paul Sartre, [ʒɑ̃ pɔl saʁtʁ]) е френски философ, писател, драматург и общественик.
Той е най-представителната фигура за екзистенциалистката философия, която обяснява в своите специализирани текстове и онагледява в художествени произведения – романи, разкази и драми. Той е и един от водещите представители на френската философия на XX век, както и на марксизма. Работите на Сартър оказват влияние и върху социологията, критическата и постколониалната теория и литературната критика.
Славата на Сартър е най-голяма в десетилетието след Втората световна война, но тя постепенно избледнява с еволюцията на неговите политически възгледи все по-наляво. Практически до края на живота си той остава фигура с международна значимост, като се включва в трибунала на Бъртранд Ръсел срещу войната във Виетнам, спасяването на бежанци и други каузи. Той е известен и със своята отворена връзка с известната феминистка Симон дьо Бовоар.
През 1964 година Нобеловият комитет присъжда на Сартър Нобелова награда за литература за цялостното му творчество, но той отказва да я приеме, позовавайки се на своя принцип да не приема официални отличия, тъй като по думите му „един писател не трябва да си позволява да се превърне в институция“.

## Биография

### Детство и образование (1905 – 1929)
Жан-Пол-Шарл-Аймар-Леон-Йожен Сартър (на френски: Jean-Paul-Charles-Aymard-Léon-Eugène Sartre) е роден на 21 юни 1905 г. в Париж. Баща му Жан-Батист Сартър е офицер във военноморския флот, а майка му Ан-Мари Швайцер е с елзаски произход и е братовчедка на нобеловия лауреат Алберт Швайцер. През 1906 г. бащата на Сартър умира и детето израства в семейството на майка си в парижкото предградие Мьодон, като за неговото възпитание особено се грижи дядо му Шарл Швайцер. Той е преподавател по немски език, отрано запознава малкия Жан-Пол с класическата литература и го насърчава да чете от внушителната библиотека, с която разполага. По-късно Сартър ще опише своите детски изживявания в автобиографичната си книга „Думите“.
През 1917 г. майката на Сартър се омъжва повторно и новото семейство се установява в град Ла Рошел. Сартър не харесва доведения си баща, а в училището, където е изпратен да учи, е отблъснат от поведението и манталитета на своите провинциални връстници. През 1920 г. Сартър се разболява тежко и е изпратен в Париж. Майка му смята, че за него е по-подходящо да остане там, и той продължава образованието си в лицея „Анри IV“.
Сартър се проявява като блестящ ученик и завършва елитния клас с класически профил. По това време е привлечен от философията, след като прочита есе на Анри Бергсон. Негов съученик в лицея е Пол Низан — бъдещ писател, с когото през следващите двадесет години го свързва близко приятелство. Двамата влизат в подготвителния курс за „Екол нормал сюпериор“ и две години по-късно вземат успешно приемния изпит.
Сартър се справя с лекота с програмата във висшето училище, чете много и започва да пише поезия, песни и проза. Популярен е сред състудентите си и някои от тогавашните му добри приятели по-късно стават известни: Реймон Арон, Морис Мерло-Понти. Влияние върху него оказват много страни на западната философия, като той възприема идеи от Имануел Кант, Георг Вилхелм Фридрих Хегел, Сьорен Киркегор, Едмунд Хусерл и Мартин Хайдегер. Може би най-силно е влиянието върху философското развитие на Сартър на посещаваните от него в продължение на години ежеседмични семинари на Александър Кожев.
Още след постъпването си в „Екол нормал“ Сартър става известен като един от най-активните шегаджии в училището. През 1927 г. негова антивоенна карикатура в училищно издание в съавторство с Жорж Кангилем, предизвиква особено възмущение у директора Гюстав Лансон. През същата година, заедно със свои колеги, той изпраща до много вестници невярно съобщение, че известният авиатор Чарлз Линдберг ще получи почетна титла от „Екол нормал“. За събитието се събира хилядна тълпа, организаторите на мистификацията представят двойник на пилота, а последвалият скандал принуждава Лансон да подаде оставка.
През 1928 г. Сартър изненадващо се проваля на изпита за преподавателски права, но следващата година заема първо място и получава диплома по философия.
През 1929 г. Сартър се запознава със Симон дьо Бовоар, която по това време учи в Сорбоната, а по-късно става известна писателка и феминистка и отдава много сили на философията. Двамата стават неразделни и той ѝ предлага брак. По финансови причини не сключват брак, но остават близки до края на живота си, без да имат деца и без да живеят заедно. През тези години двамата имат и други интимни връзки.

### 30-те години на XX век
След приключване на следването си Сартър служи в армията от 1929 до 1931 г., като за известно време е метеоролог. След уволнението си от армията преподава философия до 1944 година в няколко различни лицея: в Хавър (1931 – 1936), в Лаон (1936 – 1937), в Ньой сюр Сен (1937 – 1939) и в парижкия лицей „Кондорсе“ (1941 – 1944).
През 1932 г. Сартър попада на книгата „Пътешествие до края на нощта“ от Луи-Фердинан Селин, която му оказва изключително силно въздействие. От 1933 до 1934 г. е лектор на мястото на Реймон Арон във Френския институт в Берлин, където също изучава феноменологичната философия на Едмунд Хусерл. Още през 1930 г. Арон го насочва да прочете „Теория на интуицията във феноменологията на Хусерл“ на Еманюел Левинас. Неохегелианското възраждане, водено от Александр Кожев и Жан Иполит през тези години вдъхновява цяло поколение френски мислители, сред които и самият Сартър, да открие Хегеловата „Феноменология на духа“.

### Втората световна война (1939 – 1945)
През 1939 г. Сартър е мобилизиран във френската армия, където служи като метеоролог. При започването на военните действия е пленен през юни 1940 г. и е държан девет месеца като военнопленник (Stalag 12D). За Коледа съчинява първата си театрална пиеса – Barionà, fils du tonnerre. Заради крехкото си здраве Сартър е освободен през април 1941 г. Той отново започва работа като учител, след като му е върнат статутът на цивилен. Назначен е в Lycée Pasteur в близост до Париж. Сартър се настанява в хотел Мистрал, близо до Монпарнас, и заема мястото на един учител евреин, комуто било забранено да преподава.
След като се завръща в Париж на 21 май 1941 г., Сартър участва в учредяването на съпротивителната група Socialisme et Liberté (Социализъм и свобода) заедно със Симон дьо Бовоар, Мерло-Понти и други. През август той и Бовоар заминават на Френската ривиера, търсейки подкрепата на Андре Жид и Андре Малро. Жид и Малро се колебаят и това е вероятната причина за разочарованието и обезкуражаването на Сартър. Разтуря групата Socialisme et Liberté е разтурена поради подозрението, че е разкрита.
Сартър започва да пише преди войната и публикува „Погнусата“ (La Nausée) през 1938 г. Няколко месеца по-късно излиза неговият сборник с разкази „Стената“. По време на позиционната война, в условията на принудително бездействие, за година и половина той изписва няколко хиляди страници – те включват скици, упражнения и чернови за по-късните му работи. Докато е в плен, чете немска философия и след завръщането си в Париж доста бързо написва книгата „Битие и нищо“ (L'Être et le néant), която излиза през 1943 г. По време на окупацията се играят две негови пиеси: „Мухите“ и „При закрити врата“.
След август 1944 г. и освобождението на Париж той е активен сътрудник в Combat — вестник, създаден от Албер Камю — философ и писател, споделящ сходни убеждения с неговите. Сартър и Бовоар остават приятели с Камю, докато той не се отказва от комунизма. 
Идеите си Сартър разпространява чрез политическото, литературно и философско издание Les Temps modernes („Модерни времена“), което основава през 1945 г. За списанието допринасят също така и Симон дьо Бовоар, Мерло-Понти и Реймон Арон. Les Temps modernes поставя принципите за отговорността на интелектуалците пред своето време, както и за ангажираността на съвременната литература.

### Модата на екзистенциализма и последни години (1945 – 1980)
Философията на екзистенциализма и най-вече самият Сартър добиват огромна популярност след освобождението на Франция от немската окупация. През 1945 г. Сартър изнася лекцията „Екзистенциализмът е хуманизъм“, при което се стича многохилядна публика.
От 1945 г. Сартър обитава жилище почти на ъгъла на булевард „Сен Жермен“ и прекарва времето си в квартала, който е притегателен център за всички, които се опитват да откриват нови начини на живот. Това са младежите, студенти или не, множество американски стипендианти, гостуващи и местни музиканти и целият творчески контингент, обитаващ традиционно съседния квартал Монпарнас. С денонощната си активност „Сен Жермен де Пре“ за няколко години се превръща в митично място, а по-късно остава като туристическа атракция. Мястото, където булевардът се пресича от улицата, на която живял Сартър, през 2000 г. парижките общинари назовават площад „Жан-Пол Сартър и Симон дьо Бовоар“.
Сартър умира на 15 април 1980 година в Париж на 74-годишна възраст. В последния му път го изпращат петдесет хиляди души. След смъртта му с неговото писмено наследство се разпорежда осиновената Арлет Елкаим-Сартър.

## Философия
Сартър остава известен като философ екзистенциалист, макар че с времето възгледите му търпят известна еволюция: към феноменологическия метод, който прилага в Битие и нищо, той се опитва, невинаги успешно, да добавя елементи от марксизма и психоанализата, чрез които да се отчита историческата ситуираност на човека.
Първите си философски работи Сартър публикува в годините преди войната. Това са изследвания на способността за въображение и една феноменологично повлияна теория на емоциите. Битие и нищо излиза през 1943 г. и остава най-значимата му книга. След нея той се опитва да разработи теория на морала, но написаното вижда бял свят едва след смъртта му. В началото на 60-те години на XX век публикува първия том на една Критика на диалектическия разум, но и нейното продължение излиза посмъртно. През 70-те години на XX век Сартър работи над книгата Идиотът на семейството — грандиозен историко-биографичен труд, посветен на Гюстав Флобер, от който последователно излизат три части.
Многобройните си публицистични текстове и есета Сартър издава в една номерирана поредица, наричана „Ситуации“.

### Личната свобода
Тръгвайки от идеята, че съществуването предшества същността, Сартър развива позицията си за свободата и значимостта на личния избор в „Битие и нищо“, по-специално в примера „Сервитьорът на кафе“ (Le garçon de café). Сервитьорът се възползва от личната си свобода, приемайки да играе ролята на сервитьор, без да бъде такъв в действителност. Той се нуждае от това да бъде сервитьор, за да бъде част от обществото, без признанието на околните той не би могъл да съществува като сервитьор, защото всъщност той не е. Във връзка с неизбежната обвързаност на всеки човек с обществото и нуждата от нея за съществуването на индивида един от персонажите на Сартър казва „Адът — това са другите“ („L'enfer, c'est les autres“).

## Влияние
Произведенията на Сартър са повлияли на не едно поколение интелектуалци. Той заявява необходимостта от обществена ангажираност на хората на мисловния труд. Сартър е привърженик на идеята за марксистка революция, но не дава подкрепата си на Френската комунистическа партия, подчинена на СССР, който не задоволява изискванията му за свобода. Верен на своите идеи и принципи, Сартър отказва почестите и по-специално Нобеловата награда за литература през 1964 г.
Сартър продължава докрай социалистическата битка, поддържайки маоизма. Революционният вестник „Народна кауза“ (La cause du peuple) е бил застрашен от изчезване до 1971 г., когато Сартър става главен редактор. В желанието си да запази вестника Сартър излиза на улицата, за да го продава заедно със Симон дьо Бовоар. През 1973 г. заедно с Филин Жави, Бернар Лалман и Жан-Клод Верние Сартър основава вестник „Либерасион“. Той остава главен редактор до 24 май 1974 г., когато се налага да се откаже по здравословни проблеми.
Дълги години Сартър подкрепя левите и феминистките движения.

## Политическа ангажираност

### Леви убеждения и участия в протести
Сартър никога не членува в комунистическата партия, макар в годините между 1952 и 1956 да заема позицията на съмишленик. След потушаването на Унгарското въстание през 1956 г. Сартър като мнозина други се разграничава от комунистите. Заедно със Симон дьо Бовоар и приятелите си търсят политическо решение, отхвърляйки капитализма и сталинизма. В течение на живота му неговите политически позиции се колебаят силно, но винаги остават леви и винаги Сартър отстоява правата на онеправдания и унизен човек.
Сартър е участник в протестите против потушаването на Унгарското въстание (1956 г.), Алжирската война (1954 – 1962), нападението на американски войски над Куба (април 1961), Виетнамската война, влизането на съветски войски в Прага 1968, против потискането на инакомислещите в СССР.

### Алжирската война
От 1956 г. Сартър и екипът на Les temps modernes заемат позиция срещу идеята за Френски Алжир и изявяват подкрепата си за независимостта на алжирския народ. Осъжда действията на френската армия, заявявайки през 1959 година, че всеки французин е отговорен за колективните престъпления по време на войната, но не казва нищо по повод военните престъпления на Фронта за национално освобождение (Front de libération nationale). През 1962 г., именно заради позицията си по алжирския проблем, терористична организация взривява част от къщата му.

### Куба
Сартър е активен поддръжник на Кубинската революция от 1960 г. В подкрепата си към борбата на революционерите Сартър се сближава с Че Гевара и Фидел Кастро.

### Червеният май 1968
Сартър участва в следвоенните години в многобройни демократически, маоистки движения и организации.
Участва и в Майските събития във Франция 1968 г. (Червеният май) и може даже да се каже, че е техен символ: бунтуващите се студенти, завладявайки Сорбоната, пускат вътре само Сартър. По същото време отказва да бъде учредена студентска премия в Сорбоната в негова чест (за най-добро студентско есе на тема, посветена на понятията свобода, екзистенциален избор и хуманизъм като цяло). По време на поредния протест, прераснал в безредици, Ж.-П.Сартър е арестуван, което предизвиква негодувание у студентството. Когато Шарл де Гол научава за това, той заповядва да го освободят, като казва: „Във Франция не арестуваме волтеровци.“

### Израело-палестинският конфликт
Сартър заема позиция по този проблем в последните години от живота си. Без да отрича правото на израелска държава, Сартър определя палестинската съпротива като донякъде оправдана, държейки сметка за нечовешките условия на живот.

### Преводи на български език
Философия и есеистика
- Призракът на Сталин, изд. Христо Ботев, София, 1992, превод Тони Николов
- Битие и нищо, т. 1 и 2, изд. Наука и изкуство, София, 1994 и 1999, уводна студия, бележки и превод Иванка Райнова
- Въображението, изд. Аргес, София, 1995, превод Ж. Йовчев
- Бодлер, изд. ЛИК, София, 1995, превод Лилия Сталева
- Ситуации. Сартър за Сартър (автобиографични свидетелства), изд. ЕА, Плевен, 1996, увод и съставителство Иванка Райнова, превод Татяна Батулева, Симеон Оббов, Иванка Райнова
- Ситуации (т. 1) Литературна теория и критика, изд. ЕА, Плевен, 1997, увод и съставителство Иванка Райнова, превод Татяна Батулева
- Ситуации (т. 2) Екзистенциалната философия, изд. ЕА, Плевен, 1997, съставителство Иванка Райнова, превод Тодорка Минева
- Истина и съществуване, изд. СОНМ, София, 1998, превод Тодорка Минева

Литературни произведения
- Думите, изд. Народна Култура, София, 1967, превод Е. и Б. Станишеви
- Погнусата, изд. Народна Култура, София, 1988, превод Мария Коева; (като Сартър), 2005
- Стената, изд. Фама, 1993, София, превод Мария Коева
- Пътищата на свободата (т.1 – 3), изд. ЕА, Плевен, 1996, превод Татяна Батулева
- Фройд. Роман-сценарий, изд. Захари Стоянов, София, 1999, предговор и превод Огнян Стамболиев
- Погнусата. Стената. Думите, изд. Фама, София, 2007, превод Мария Коева
- Пиеси (Мухите, Мъртви без гроб, Достойна за уважение, Дяволът и Господ Бог, Затворниците от Алтона), изд. Фама, София, 2009, превод Галина Меламед